# Tatra 70
La Tatra 70 est le successeur du grand modèle T31, qui fut fabriqué à l'usine Tatra de Nesselsdorf en 1931.
Ce véhicule de luxe avait un moteur six cylindres en ligne à arbre à cames en tête, refroidi par liquide, d'une cylindrée de 3 406 cm3 et d'une puissance aux freins de 65 ch (48 kW). L'arbre à cames du moteur est piloté par un biseau, et la puissance est transmise aux roues arrière par une boîte à quatre vitesses et un embrayage multidisque à sec. La vitesse maximale de la voiture de 2 400 kg est d'environ 110 km/h. Le châssis central est un tube qui supporte un essieu rigide avec des ressorts à lame transversaux à l'avant et un essieu oscillant à l'arrière avec des ressorts à lame semi-transversaux. Les roues en tôle emboutie furent conçues comme des tranches.
Il y eut des carrosseries de berlines quatre et six places. Cinquante véhicules ont été fabriqués avant le 27 avril 1932.
La Tatra 70 A est apparue en 1934 comme succédant à la Type 70. Son moteur et la transmission sont en ligne, le même concept que la type 70, avec une cylindrée portée à 3 845 cm3 et une puissance passant à 70 ch (52 kW). Cette voiture de quelque 2 450 kg atteint une vitesse de pointe de 130 km/h.
Jusqu'au 28 août 1936, environ 70 véhicules ont été fabriqués. Le 23 mai 1947, une voiture T70 construite après la Seconde Guerre mondiale à partir de pièces de rechange d'une autre voiture fut offerte au président tchécoslovaque Edvard Beneš.